# Pararctia lemniscata
Pararctia lemniscata är en fjärilsart som beskrevs av Hans Ferdinand Emil Julius Stichel. Pararctia lemniscata ingår i släktet Pararctia och familjen björnspinnare. Inga underarter finns listade i Catalogue of Life.